# Крепан
Крепа́н (фр. Crépand) — коммуна во Франции, находится в регионе Бургундия. Департамент коммуны — Кот-д’Ор. Входит в состав кантона Монбар. Округ коммуны — Монбар.
Код INSEE коммуны — 21212.

## Население
Население коммуны на 2010 год составляло 339 человек.
| 1962 | 1968 | 1975 | 1982 | 1990 | 1999 | 2010 |
| ---- | ---- | ---- | ---- | ---- | ---- | ---- |
| 275  | 292  | 343  | 328  | 348  | 338  | 339  |

## Экономика
В 2010 году среди 203 человек трудоспособного возраста (15—64 лет) 154 были экономически активными, 49 — неактивными (показатель активности — 75,9 %, в 1999 году было 73,7 %). Из 154 активных жителей работали 145 человек (85 мужчин и 60 женщин), безработных было 9 (2 мужчин и 7 женщин). Среди 49 неактивных 15 человек были учениками или студентами, 26 — пенсионерами, 8 были неактивными по другим причинам.